# Raub
Huyện Raub là một huyện thuộc bang Pahang của Malaysia. Huyện Raub có dân số thời điểm năm 2010 ước tính khoảng 91169 người.